# Stig-Arne Gunnestad
Stig-Arne Gunnestad (ur. 12 lutego 1962 w Oslo) – norweski curler. Brązowy medalista olimpijski i mistrzostw Europy.

## Osiągnięcia

### Igrzyska olimpijskie
W 1998 roku w Nagano zdobył brązowy medal, razem z Eigilem Ramsfjellem, Janem Thoresenem, Anthonem Grimsmo i Tore Torvbråtenem.

### Mistrzostwa świata
W latach 1986–1994 trzykrotnie brał udział w mistrzostwach świata w curlingu, za każdym razem kończąc zawody na szóstej pozycji.

### Mistrzostwa Europy
Sześciokrotnie brał udział w mistrzostwach Europy w curlingu, w latach 1986 i 1998 jego drużyna zajęła 3. miejsce.